# Comptabilitat de gestió
La comptabilitat de gestió o comptabilitat directiva consisteix en la utilització, l'anàlisi i la interpretació de la informació obtinguda de la comptabilitat financera de cara a l'adopció de decisions a curt termini al si de l'organització. És subjectiva i orienta les seves aplicacions cap a aquells subjectes que tenen poder de decisió sobre l'activitat de l'empresa, millora el procediment de la presa de decisions mitjançant l'ús de les dades comptables.
No té gaire o cap exigència formal o legal perquè actua en un àmbit limitat, per això no és tan estandarditzada ni objectiva però serveix per a l’empresa. La comptabilitat de costos és una part fonamental de la comptabilitat de gestió.
Podeu fer servir eines com el cost d'oportunitat, costos del capital o la valoració del risc que són útils a l'organització en la presa de decisions. A més, amb l'aparició de les tècniques modernes de gestió, ja sigui de qualitat o en l'aparell productiu, la comptabilitat de gestió adquireix una rellevància notable. Bàsicament, centra el seu estudi en tots els processos que componen la cadena de valor de l'empresa, atorgant una visió a curt, mitjà i llarg termini.

## Etapes
Segons va argumentar Sánchez Fernández de Valderrama al 1988: l'inici i la posterior evolució d'aquesta branca de la disciplina comptable s'ha produït en funció dels canvis en els objectius i les estructures de les mateixes empreses.

### Comptabilitat interna
El desenvolupament i perfeccionament dels sistemes de costos es poden associar a la història del desenvolupament de la revolució industrial… (Mallo Rodríguez; 1988; pàgina 68 del llibre Comptabilitat de costos i gestió).
Alguns autors com ara López Díaz i Menéndez i Menéndez, Fernández Pirla o Schneider, diferencien dos àmbits al si de l'empresa:
- Àmbit intern: procés econòmic de formació de costos en sentit estricte que es caracteritza perquè l'element subjectiu i discrecional hi té un paper fonamental.
- Àmbit extern: circulació externa de l'empresa que es caracteritza perquè les magnituds que l'integren vénen objectivament determinades per actes de compra i venda amb expressió monetària certa o perquè han estat elaborades anteriorment a l'àmbit intern.

La comptabilitat interna té com a finalitat única la davaluar els processos interns de lempresa.

### Comptabilitat de costos (s. XIX-XX)

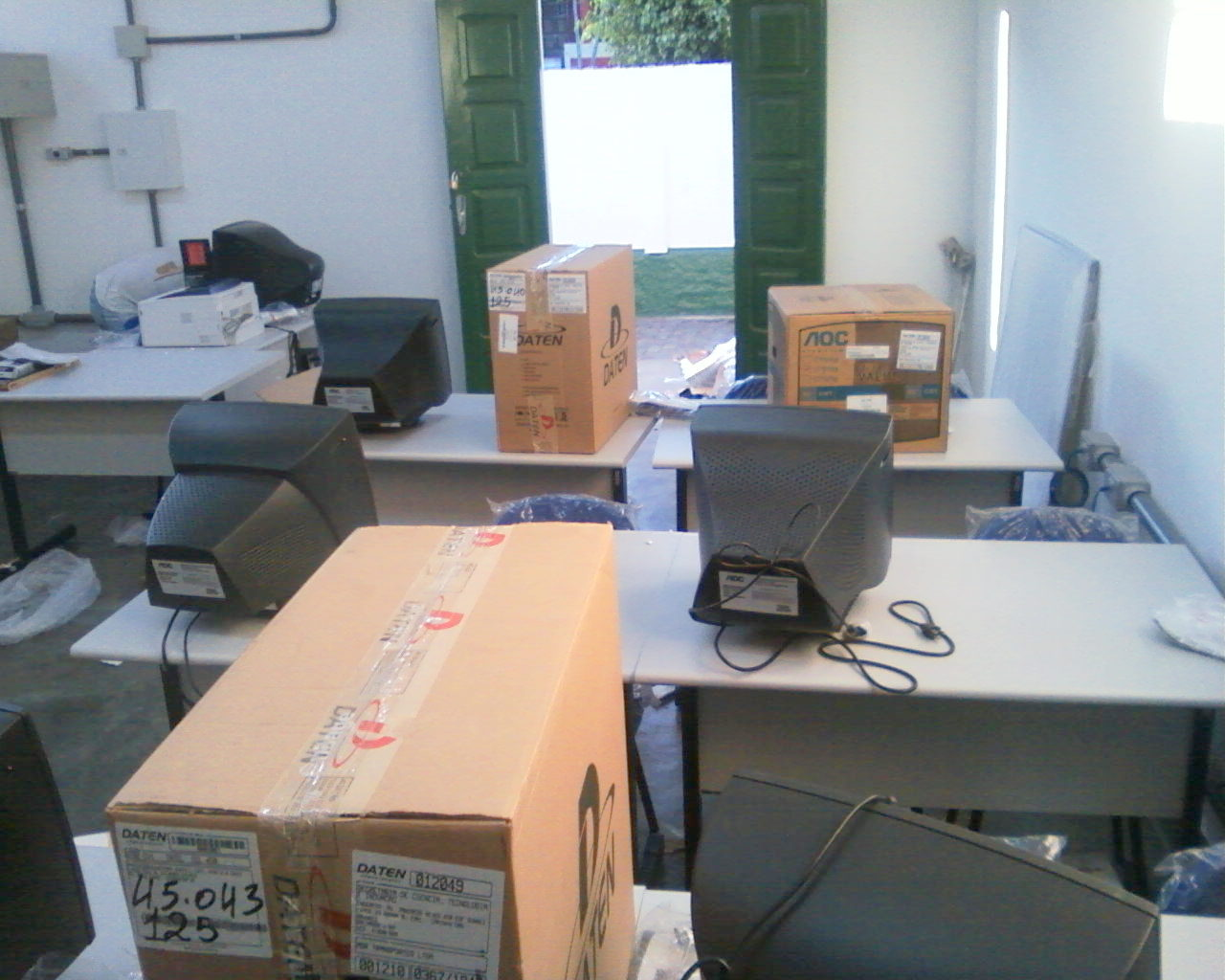
Centre administratiu

Forma d'acumular i assignar costos històrics a unitats de producte ia departaments, principalment per valorar inventaris i determinar-ne el benefici (Horngren; 1982)
Johnson i Kaplan van observar que no compensava recollir informació sobre costos de productes individuals, per la qual cosa van aparèixer nous sistemes per recollir informació agregada, com ara el sistema del Direct Costing. A més, és en aquesta època quan es comença a calcular el punt mort o llindar de rendibilitat.
En aquesta època cal destacar tres autors

#### Church
Per determinar el cost dels productes s'havia de tenir en compte: el cost primordial, les despeses indirectes de planta i la proporció de les despeses generals i de venda.
Church se centrava a lligar les despeses generals als productes, per la qual cosa Church dividia la fàbrica en centres per poder carregar de manera més fàcil les despeses dels centres a cada producte.

#### Clark
Va identificar diferents tipus de costos:
- Costos directes i indirectes
- Costos diferencials i incorreguts

Va identificar deu funcions bàsiques que exerceix la comptabilitat de Costos:
- Ajudar a determinar el preu normal o satisfactori dels productes venuts.
- Ajudar a fixar un límit mínim per a disminucions de preu.
- Determinar quins productes són més beneficiosos i quins no ho són.
- Controleu l'inventari.
- Fixeu un valor per a l'inventari.
- Comprovar l'eficiència dels diferents processos.
- Comprovar l'eficiència dels diferents departaments.
- Detectar pèrdues, malbarataments i robatoris.
- Separar el cost de la inactivitat del cost de produir béns.
- Relacionar-se amb els comptes financers.

#### Vatter
Va diferenciar entre costos fixos (aquests costos són externs a la producció donada en un determinat període) i variables (es veuen afectats per la variació del volum de producció).
Prefereix donar als directius dades ràpides i parcials, que informació sencera, però fora de temps perquè aquesta tingui impacte en les seves decisions.
Distingeix entre la informació destinada a usuaris interns dels usuaris externs.

### Comptabilitat analítica de l'explotació

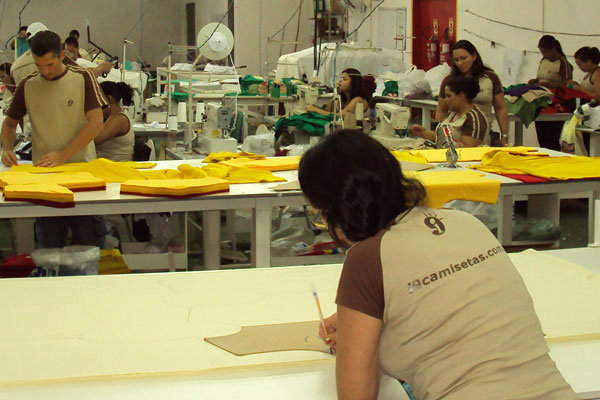
Fabricació de samarretes

Tècnica d'anàlisi de càrregues i ingressos de l'empresa, que té per objecte la valoració dels béns produïts i venuts i el control de les condicions internes d'explotació (Rapin i Poli)
Els objectius segons López Díaz i Menéndez Menéndez són:
- Conèixer els costos de les diferents funcions de l'empresa.
- Determineu bases d'avaluació.
- Explicar Resultat de comparació cost-preu de venda.
- Establir previsions de carregar i productes d'explotació.
- Constatar la realització i explicar desviacions.

## Comptabilitat de gestió (1980-Actual)

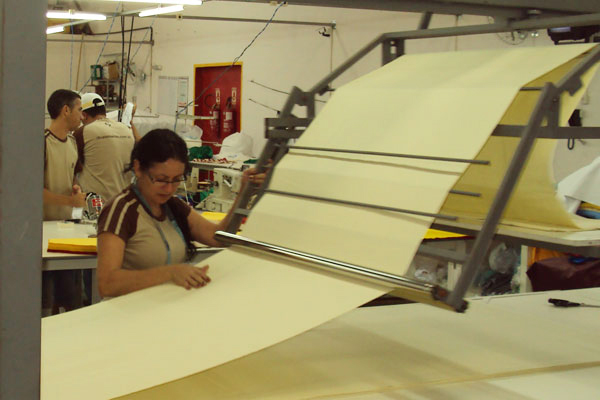
Fabricació al taller

La comptabilitat de Gestió és l’anàlisi econòmica que ajuda a prendre decisions a la gerència i que mostra com es relacionen el sistema d’informació intern i el procés de decisions de l’empresa. No només és comptabilitat de costos o analítica sinó que també inclou materials de diferents àrees com la teoria de l’organització, les ciències del comportament, la teoria de la informació… Es podria dir que la comptabilitat de gestió és el resultat tant qualitatiu com quantitatiu de la comptabilitat de costos (Ripoll Feliu).

### Objectius de la comptabilitat de gestió
- La comptabilitat de gestió ha de tractar les funcions de planificació dels gerents, cosa que suposa:
  - La identificació de tasques.
  - Planificació dels fluxos de recursos òptims i la seva mesura.

- Problemes d'organització que inclou:
  - Adequació entre l'estructura de la signatura i les tasques.
  - Instal·lació i manteniment d'un sistema d'informació i comunicació efectiva.
  - Mesurament dels recursos existents, descobriment de l'execució excepcional i identificació dels factors causants de les excepcions esmentades.

- Funció del control de gestió, que inclou:
  - Determineu les característiques de les àrees d'execució apropiades que són significatives en termes de les tasques.
  - Contribuir a motivar les realitzacions individuals desitjables mitjançant una comunicació realista de la informació respecte de les tasques.

- Sistemes operatius de gestió, per funció, producte, projecte, i una altra segmentació de les operacions, cosa que suposa:
  - Mesurament dels factors en termes de costos rellevants i els ingressos o mesures estadístiques de la producció.
  - Comunicació de les dades apropiades, de caràcter fonamentalment econòmic, al personal clau, i de manera oportuna.

## Producció conjunta

### Concepte
Els processos productius poden ser simples o múltiples:
- Processos productius simples: són aquells l'objecte dels quals és elaborar un sol producte.
- Processos productius múltiples: són aquells a través dels quals s'obtenen simultàniament diversos productes diferents.

De vegades passa en determinats processos que l'elaboració d'un producte origina la dels altres (exemple: sectors com la mineria, químics, refineries de petroli, explotacions forestals, ramaderes). En aquests casos el procés de producció múltiple es denomina també de producció conjunta.
La producció conjunta és el procés que produeix inevitablement diferents tipus de productes per les condicions tècniques de com es produeixen i sense que es pugui evitar que es produeixin molts productes.
Els productes obtinguts en la producció conjunta es denominen productes conjunts o co-productes. En els processos de producció conjunta hi ha 2 classes de costos:
- Uns costos comuns o conjunts ocasionats a la fase del procés comú als diferents productes.
- Uns costos autònoms o específics corresponents a la fase del procés específica de cadascun dels diferents productes.

La classificació dels costos en conjunts i autònoms està dividida o separada pel denominat punt de separació (split off point) que estableix per una part quins són els costos conjunts als productes i els costos autònoms o específics de cadascun dels productes.

### Subproductes

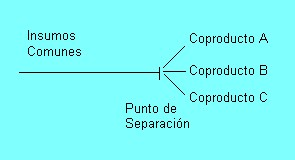
subproductes

Els subproductes són by-products resultant del procés de producció que, a causa de la seva poca valoració i importància econòmica, no són l'objectiu de producció de l'empresa. Així, en la contabilitat, solen ser considerats dades secundàries.
De vegades el cost que suposa el subproducte al cost del producte principal. D'altra manera, s'ha de comptabilitzar amb un procés.

### L'assignació de costos

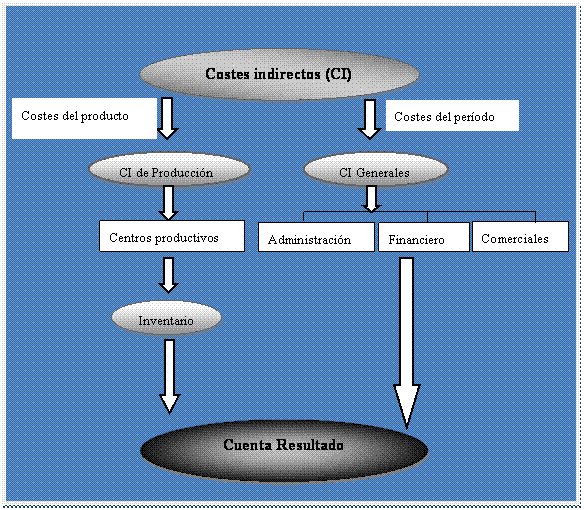
CI

L'assignació dels costos autònoms o específics meritats a partir del punt de separació no presenta cap dubte, ja que són directament identificables amb els diferents productes.
En canvi, no ho són els costos conjunts, per la qual cosa cal determinar el valor dels factors que s'han fet servir per elaborar cada producte. Hi ha una sèrie de mètodes per assignar els costos als productes conjunts; aquests mètodes són:
- Mètode d'utilització o ús. Consisteix en l'assignació dels costos prenent com a referència una unitat física de mesura com el pes dels productes, el nombre d'unitats produïdes, etc.
- Mètode de la capacitat d'absorció. Consisteix a assignar els costos conjunts als productes en funció del seu valor de realització al mercat: obtenint un valor k que s'anomena "valor de la constant de proporcionalitat" que es multiplica pels diferents preus de realització al mercat (preus de venda) per determinar el cost de vendes.

Aquest darrer mètode s'utilitza en els casos en què l'apreciació pel mercat (preu de venda) dels coproductes sigui molt diferent.

### Els costos conjunts en la presa de decisions
Cap dels mètodes d'assignació de costos conjunts aporta valoracions dels productes que es puguin tenir en compte per decidir si interessa seguir la fabricació després del punt de separació o si, per contra, és més convenient vendre els productes en aquest punt, imposant que hi hagi mercat per fer-ho.
Tampoc les assignacions de costos conjunts apunten valors dels productes que es puguin prendre com a referència per fixar preus, doncs:
- Si s'aplica el mètode en funció de mesures físiques, no hi ha una base objectiva per relacionar el cost assignat amb el valor de venda del producte.
- Si s'aplica el mètode en funció del preu de venda (valor de mercat), el preu de venda en aquest cas és una dada necessària abans de conèixer el cost assignat als productes, per tant no es pot plantejar un càlcul en funció d'aquest.

Per tant, es pot dir que pel que fa a les decisions sobre continuar o no la fabricació a partir del punt de separació:
- Els costos conjunts són irrellevants perquè al punt de separació són costos inevitables.
- El que importa per prendre la decisió de continuar o no un procés productiu és si els costos addicionals són més grans o no que els ingressos addicionals.

És a dir, cal comparar el 'valor de venda al punt de separació' amb 'el valor de venda al final del procés productiu addicional', la diferència entre tots dos és l'ingrés addicional que en cas de ser més gran que els costos addicionals indicarà la conveniència de realitzar el procés.
Això no vol dir que el producte en conjunt tingui beneficis però si és segur que el procés addicional en té, la qual cosa és suficient per decidir que es dugui a terme.

## Model de costos d'oportunitat

### Consideracions prèvies
La decisió d'invertir capital en una activitat determinada suposa renunciar a invertir-lo en una altra; el cost que assumim per tenir l'oportunitat d'invertir en una altra alternativa i no fer-ho és el que anomenem cost d'oportunitat de la inversió o cost dels recursos financers.
Un altre cost d'oportunitat està format per l'oportunitat que l'empresari perd de guanyar el seu sou en una altra empresa per realitzar una activitat similar a la que desenvolupa a la seva pròpia empresa. És a dir, si un empresari individual aporta a més del seu capital, el seu treball, però no té assignat cap salari, incorre en un cost d'oportunitat el valor del qual és el sou que percebria en qualsevol altra empresa per dur a terme aquesta activitat.
El cost d'oportunitat és un element important a tenir en compte, ja que si no incloem els costos d'oportunitat en el càlcul del benefici, el significat d'aquest seria incomplet. La incorporació dels costos d'oportunitat complementa el model de costos històrics ja explicat anteriorment, i permet conèixer el benefici en un sentit econòmic més profund un cop remunerats tots i cadascun dels factors de producció així com a l'empresari. Tenint en consideració el model de costos d'oportunitat a la Comptabilitat Analítica apareixen dues classes de resultats:
a) En sentit estricte, abans d'incorporar els costos d'oportunitat.
b) En sentit econòmic, després d'incorporar-hi els costos d'oportunitat.
El primer mostrarà l’excedent quan s'hagin pagat els factors productius però sense considerar que l’empresa té uns recursos financers i un empresari que fan una activitat i no una altra; el segon, l’excedent quan s'hagin pagat tots els factors productius, amb els recursos financers i l’empresari inclosos.

### Càlcul del cost d'oportunitat
Per calcular el cost d'oportunitat cal seguir els passos següents:

#### Determinació de les fonts financeres sobre les quals es calcularan el cost dels recursos
L’empresa utilitza per a les seves inversions dos classes de finançament: aliè i propi. El finançament aliè és el conjunt de recursos que l’empresa obté de fora i que ha de retornar en un temps determinat: exigible a curt termini i exigible a llarg termini. El finançament propi és el conjunt de recursos que l’empresa ha creat i no ha distribuït (reserves) i els recursos que ha rebut, però que no ha de retornar (aportacions dels socis). El total del passiu i el net patrimonial fan possible finançar tot l’actiu.

#### Definició de la taxa de cost mitjana ponderada dels recursos financers
Una vegada determinats els recursos financers, caldrà establir una taxa d’interès per aplicar sobre aquests i així obtenir un cost total. Això significa que per la utilització de fonts financeres externes (préstecs, emprèstits…) l’empresa ha de pagar uns interessos que li suposen un cost. Per exemple, si una empresa té un passiu exigible format per un préstec de 100 um (unitats monetàries) al 18% anual i un emprèstit de 300 unitats monetàries amb un interès del 14% anual, la taxa de cost mitjà ponderat dels recursos financers externs, denotada com a ca, i que és un cost explícit serà:
Ka = 100 x 18% + 300 x 14% / 100 + 300 = 15%
Els recursos propis no tenen un cost que es vegi i varien segons cada empresari i les altres inversions que pot fer, si el capital propi de 800 unitats monetàries s'inverteix en títols de renda fixa (obligacions) que donen un 12% de benefici, la taxa de cost mitjana ponderada dels recursos financers propis que direm kp, és del 12% i és un cost que no es veu.
Tenint en compte això, es pot calcular la taxa de cost mitjà ponderat dels recursos financers (propis i externs) que denominem C i que serà:
C = Ka x Recursos Aliens + Kp x Recursos propis / RA + RP
En el nostre exemple seria:
C = 15% x 400 + 12% x 800/400 + 800 = 13%

#### Imputar la taxa de cost dels recursos financers als factors fixos i circulants per obtenir el cost d'oportunitat dels recursos financers
Quan es tingui C s'haurà de repartir entre els diversos factors que han intervingut en el procés productiu, per això s'haurà de diferenciar entre factors circulants i factors fixos.
Els factors circulants (K) són els que mantenen un comportament cíclic, és a dir, es van renovant al llarg de l'any i requereixen inversions a curt termini (primeres matèries, mà d'obra, subministraments, lloguers…).
Els factors fixos (F) són els que romanen a l'empresa per un període superior a un any, exigint, per tant, inversions a llarg termini (en general el cost de les amortitzacions de l'immobilitzat).
Un cop definits els factors circulants i els fixos, es pot determinar la taxa de cost que cal imputar als factors circulants = C/n on n és el nombre de dies anuals de treball dividit pel període mitjà de maduració de l'empresa.
Com a nombre de dies anuals de treball es poden considerar els treballats efectivament o el nombre de dies que comprèn el període comptable i no només els treballats.
La taxa de cost que s'ha de repartir entre els factors fixos, que són inversions que duren més d’un període i que tenen un nombre de rotacions cada any, és limmobilitzat = 1/m, on m és el temps mitjà que dura l’immobilitzat en anys = immobilitzat/quota anual d’amortització. Així doncs, la taxa C que s'ha de repartir entre els factors fixos serà:
C/1/m = C xm
L'expressió que cal conèixer és C0 que és el cost d'oportunitat dels recursos financers que s'expressarà:
C0 = C/nx K + C xmx F
Segons aquesta expressió el cost d'oportunitat dels recursos financers serà igual al cost d'oportunitat dels factors circulants més el cost d'oportunitat dels factors fixos.

#### Càlcul del cost total d'oportunitat
El cost d’oportunitat total es compon del cost d’oportunitat dels recursos financers que hem calculat abans i el cost d’oportunitat del salari de l’empresari. Per a aquest últim, es pren com a referència el que cobren al mercat les persones que fan una funció similar a la de l’empresari en qüestió.

#### Imputació del cost als centres, productes i resultats
Conegut l'import a què ascendeix el cost es procedirà al registre comptable i imputació als diferents centres que tingui l'empresa. Cada centre rebrà costos d'oportunitat en funció de l'ús de factors fixos i circulants en proporció als costos corresponents que hagi ocasionat, posteriorment els suplements per costos d'oportunitat dels centres seran traslladats als productes i resultats del període.
- PAS 6. El procés comptable

Per completar el model de costos d'oportunitat es reflecteix seguidament el procés de comptabilització amb la finalitat d'obtenir el resultat en sentit econòmic, una vegada que l'empresa ha realitzat totes les anotacions del model de costos històrics. Passos:
a) Registre dels costos d'oportunitat calculats.
b) Imputació als centres de cost dels costos d'oportunitat.
c) Imputació dels costos d'oportunitat als productes.
d) Registre de l'import del marge industrial calculat al procés general.
e) Deducció dels suplements per costos d'oportunitat calculats dels productes i els treballs.
f) Cancel·lació del marge industrial en sentit econòmic pel seu import, abonant el compte de marge comercial en sentit econòmic.
g) Deducció dels costos del centre comercial i del suplement calculat per costos d'oportunitat comercials.
h) Cancel·lació del marge comercial en sentit econòmic pel seu import, registrant els costos dels centres d'administració, sub-activitat, i els suplements de costos d'oportunitat calculats per als centres esmentats, obtenint el resultat econòmic de l'activitat.
i) Seient de tancament. Trasllat del resultat econòmic de l'activitat al compte de control.

## Direct Costing

### Concepte
El Direct Costing va ser presentat el 1953 per la National Association of Cost Accountants com un nou mètode que consisteix a diferenciar els Costos Fixos dels Costos Variables. Aquests últims són els que s'han d’incloure en el cost del producte, mentre que els Costos Fixos s'han d’assumir pels resultats del període en què es produeixen. El Direct Costing es basa en el llindar de rendibilitat i és una alternativa al Full-Costing. Un dels seus principals defensors és Wright 1962, que defineix el Direct-Costing com un sistema comptable que separa les despeses que depenen del volum de les que no. Això implica que només es comptabilitzen als inventaris els costos de producció directes i es comparen amb els ingressos per obtenir el marge. Les despeses del període es registren directament al compte de pèrdues i guanys del període corresponent. El model del Direct Costing va tenir més acceptació als països anglosaxons que als països de l’àrea continental europea, on es va optar pel mètode de les seccions sota la influència del pla de comptes alemany de 1937 i el pla francès de 1957. En resum, el Direct Costing pretén assignar com a costos d’un producte només els costos variables que genera. Per tant, en aquest model el preu de cost d’un producte serà:
PREU DE COST D'UN PRODUCTE = SUMA DE COSTOS VARIABLES TOTALS DEL PRODUCTE/NÚMERO D'UNITATS PRODUÏDES
Dins dels costos variables que hem incorporat en aquesta fórmula caldrà distingir entre els ocasionats com a conseqüència del procés d'aprovisionament i transformació (costos industrials) i aquells a conseqüència de la comercialització o venda dels productes (costos comercials), així podem obtenir les següents relacions: MARGE INDUSTRIAL= INGRESSOS PER VENDES - COSTOS VARIABLES INDUSTRIALS DE LES VENDES
MARGE COMERCIAL = MARGE INDUSTRIAL - COSTOS VARIABLES DE COMERCIALITZACIÓ
BENEFICI O PÈRDUA= MARGE COMERCIAL - COSTOS FIXOS DEL PERÍODE

### Avantatges i inconvenients
El Direct Costing és un mètode que va ser introduït el 1953 per la National Association of Cost Accountants i que consisteix a distingir els Costos Fixos dels Costos Variables. Només aquests últims s'han d’afegir al cost del producte, mentre que els Costos Fixos s'han de comptabilitzar pels resultats del període en què es produeixen. El Direct Costing es basa en el llindar de rendibilitat i és una alternativa al Full-Costing. Un dels seus principals defensors és Wright 1962, que afirma que el Direct-Costing és un sistema comptable que separa les despeses que depenen del volum de les que no. Això vol dir que només es carregaran als inventaris els costos de producció directes i es compararan amb els ingressos per obtenir el marge. Les despeses del període es registraran directament al compte de pèrdues i guanys del període corresponent. El model del Direct Costing va tenir més acceptació als països anglosaxons que als països de l’àrea continental europea, on es va optar pel mètode de les seccions sota la influència del pla de comptes alemany de 1937 i el pla francès de 1957. En resum, el Direct Costing pretén assignar com a costos d’un producte només els costos variables que genera. Per tant, en aquest model el preu de cost d’un producte serà:

### Procés comptable
Com s'ha explicat, cal tenir en compte dos aspectes importants en aplicar el Direct Costing. El cost dels productes és donat per la suma de costos variables en què s'incorre per obtenir-los i els beneficis es calculen seguint un procediment diferent del d’imputació racional.
Per calcular el cost dels productes s'han de seguir els passos següents:
1. Reflex de les existències inicials, valorades segons els costos variables.
2. Reflex dels costos del període, tant externs com interns, ja siguin fixos o variables.
3. Reclassificació dels costos externs i interns en fixos i variables.
4. Afectació i imputació dels costos de centres d'aprovisionament i de transformació als productes.
5. Registre en inventari dels productes del període, valorat segons el cost variable d'aprovisionament i transformació.
6. Obtenció del marge comercial o resultat brut, per diferència entre el marge industrial i els costos variables comercials.
7. Obtenció del marge semibrut o resultat de la comptabilitat analítica de l'activitat, per diferència entre el marge comercial i els costos fixos directes.
8. Obtenció del marge net o resultat de la comptabilitat analítica del període, per diferència entre el marge semibrut i els costos fixos indirectes.
9. Seients de tancament.